# 德魯日內 (羅夫諾州)
50°38′46″N 26°44′45″E / 50.64611°N 26.74583°E
德魯日內（烏克蘭語：Дружне），是烏克蘭的村落，位於該國西北部羅夫諾州，由羅夫諾區負責管轄，始建於1963年，面積0.65平方公里，海拔高度237米，2001年人口258，人口密度每平方公里396.3人。